# Distrito de Kita
Distrito de Kita (木田郡, Kita-gun) é um distrito localizado na Prefeitura de Kagawa, Japão.
O local foi formado em primeiro de abril de 1899 sob a Lei de Distritos que entrou em vigor na época. Sua área consistia em 19 aldeias que formavam os antigos distritos de Miki e Yamada.
Durante o século XX, as aldeias passaram por uma série de fusões, enquanto outras formaram a cidade vizinha de Takamatsu. Após a fusão mais recente em 10 de janeiro de 2006, apenas a cidade de Miki permaneceu no distrito.
Em janeiro de 2016, o distrito tinha uma população estimada de 27.835 e uma área total de 75,78 km².

## Cidades e vilas atuais
- Miki

## História de fusões
- Em 10 de janeiro de 2006, as cidades de Aji e Mure, junto com as cidades de Kagawa e Kōnan, ambas do distrito de Kagawa, e a cidade de Kokubunji, do distrito de Ayauta, se fundiram na cidade expandida de Takamatsu.